# Кућа Милана Хаџивуковића
Кућа Милана Хаџивуковића је историјска зграда која се налази у Фочи. Позната је и под називом Дубровачка кућа.
Кућа се налази на привременој листи националних споменика Босне и Херцеговине.

## Историјат
Кућа је саграђена 1861. године за потребе трговачке породице Хаџивуковић. Када је њена изградња завршена, она се сматрала једном од најлепших зграда у Фочи. Хаџивуковићи су били власници куће све до 1951, када је продата комуналном предузећу Извор. Није била често коришћена и на почетку 21. века се налазила у алармантном стању, претило је урушење објекта. У другој декади 21. века дошло је до њене обнове. Санација је спроведена 2012, поправљен је кров и реновирани су зидови. Октобра исте године је реновација завршена. Током реновације, која је коштала преко 26 000 КМ, строго је чуван историјски изглед објекта. После обнове, зграда је постала културни центар са галеријом и атељеом.